# Sara Errani

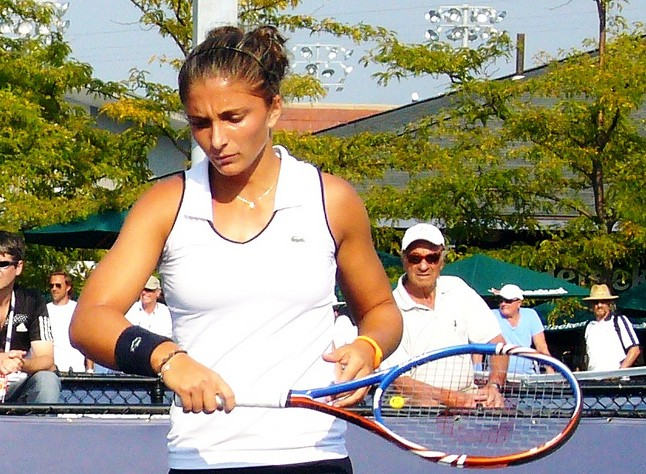
US Open 2010

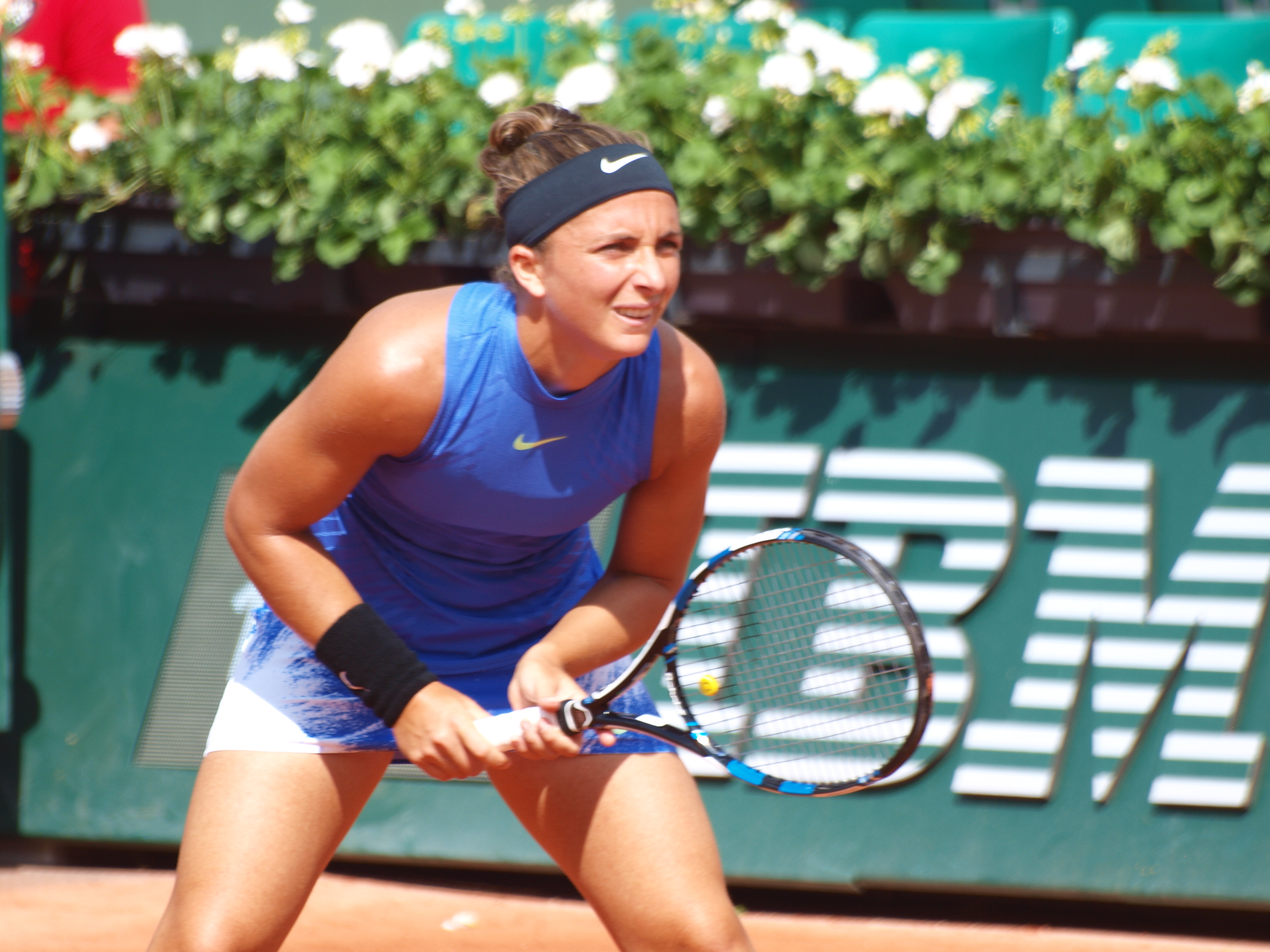
Roland Garros 2017

Sara Errani (Bologna, 29 april 1987) is een professioneel tennisspeelster uit Italië. Errani begon met tennis toen zij vijf jaar oud was. Haar favoriete ondergrond is hardcourt hoewel zij op gravel haar beste resultaten behaalt. Zij speelt rechtshandig en heeft een tweehandige backhand. Zij is actief in het internationale tennis sinds 2002.

## Tennisloopbaan

### Enkelspel
In 2002 nam Errani voor het eerst deel aan een ITF-toernooi, in het Italiaanse Cagliari. Haar eerste finaleplaats bereikte zij in 2005; zij won het ITF-toernooi van Melilla (Spanje). In 2006 werd zij voor het eerst tot het hoofdtoernooi van de WTA toegelaten, in Bogota. In 2008 bereikte zij voor het eerst een WTA-finale – zij won het toernooi van Palermo. In totaal wist Errani tot op heden(februari 2025) elf WTA-toernooien te winnen. Haar beste resultaat op een grandslamtoernooi is een plaats in de finale op Roland Garros in 2012. Haar hoogste positie op de WTA-ranglijst, de vijfde plek, bereikte zij in mei 2013.

### Dubbelspel
In 2002 nam Errani voor het eerst deel aan een ITF-toernooi, in het Italiaanse Cagliari, met haar landgenote Giovanna di Lauro. Haar eerste finaleplaats bereikte zij in 2003, in het Italiaanse Lecce, samen met landgenote Nancy Rustignoli. In 2005 won zij haar eerste ITF-titel, in Melilla (Spanje), samen met de Spaanse María José Martínez Sánchez. In 2006 nam zij voor het eerst deel aan een WTA-toernooi, in Bogota, met de Spaanse Paula García. In 2008 bereikte zij voor het eerst een WTA-finale; zij won het toernooi van Palermo, samen met de Spaanse Nuria Llagostera Vives. In totaal wist Errani tot op heden(februari 2025) 35 WTA-toernooien te winnen, waarvan 22 met haar landgenote Roberta Vinci en zes met Jasmine Paolini. Haar mooiste overwinningen zijn het toernooi van Roland Garros en het US Open, beide in 2012 en het Australian Open in 2013. Eind 2012 bereikte zij voor het eerst de positie van nummer één op de WTA-ranglijst in het vrouwendubbelspel. Zij werd samen met dubbelspelpartner Roberta Vinci eind 2012 verkozen als 'doubles team of the year'. Met hun overwinning op Wimbledon 2014 maakten zij hun career slam in het vrouwendubbelspel vol. Ook aan het einde van het tennisseizoen 2014 werden Errani en Vinci door de WTA uitgeroepen tot dubbelspelteam van het jaar 2014.
Na hun optreden op de Olympische spelen van 2016, waar zij nog de kwartfinale bereikten, zei haar partner Roberta Vinci het beroepstennis vaarwel. Door een voortdurende wisseling van partners geraakte Errani in een eenzame glijvlucht naar ranglijstpositie 1366 in september 2019.
In januari 2022 bereikte zij met landgenote Jasmine Paolini voor het eerst sinds 2018 weer een finale, op het WTA-toernooi van Melbourne. In oktober 2023 won zij met Paolini het WTA-toernooi van Monastir, waarmee zij terug kwam in de mondiale top 150.
De samenwerking met Paolini begon vaste vorm aan te nemen in maart 2024 toen zij de halve finale bereikten op het WTA-toernooi van Miami. In juni bereikten zij de finale op Roland Garros. In augustus veroverden zij op de Olympische spelen van Parijs hun eerste gouden medaille – in de finale wonnen zij van Mirra Andrejeva en Diana Sjnajder. Hiermee completeerde Errani haar "Career Golden Slam" in het dubbelspel. In oktober won zij met Paolini het WTA 1000-toernooi van Peking. Daarmee stootte zij terug door naar de top tien, die zij in juni 2015 had verlaten.
In februari 2025 won zij, weer met Paolini, haar derde WTA 1000-titel in Doha. In mei volgde de vierde in Rome. In juni won zij haar zesde grandslamtitel, nu met Paolini (na vijf eerdere titels met Roberta Vinci).

#### Gemengd dubbelspel
In deze discipline won Errani op 37-jarige leeftijd de titel op het US Open 2024, geflankeerd door landgenoot Andrea Vavassori. Op Roland Garros 2025 volgde de tweede, met de zelfde partner.

### Tennis in teamverband
In de periode 2008–2024 maakte Errani deel uit van het Italiaanse Fed Cup-team – zij behaalde daar een winst/verlies-balans van 28–21. In 2009 (toen zij de Amerikaanse dames in de finale versloegen) en in 2013 (winst op Rusland in de finale) ging zij met de beker naar huis.

## Speelstijl
Errani staat bekend als een gravelspecialiste. Door haar topspin-forehand zet zij haar tegenstandsters onder druk. Daarnaast beschikt zij over uitstekende dropshots en volleys, dankzij haar ruime ervaring in het dubbelspel. Zij staat bekend als een consistente speelster met een uitstekend loopvermogen. Haar voornaamste zwakte is haar opslag, en haar tegenstandsters proberen haar met hun return meteen onder druk te zetten.

## Doping
Begin 2017 testte zij positief op het verboden middel letrozol en werd zij twee maanden geschorst. Zij ging in beroep, maar haar straf werd in juni 2018 verhoogd naar tien maanden.

## Posities op deWTA-ranglijst
Positie per einde seizoen:
| jaar | rang enkelspel | rang dubbelspel |
| ---- | -------------- | --------------- |
| 2002 | 742            | 836             |
| 2003 | 569            | 524             |
| 2004 | 521            | 556             |
| 2005 | 359            | 203             |
| 2006 | 171            | 197             |
| 2007 | 70             | 159             |
| 2008 | 42             | 103             |
| 2009 | 48             | 73              |
| 2010 | 43             | 32              |
| 2011 | 45             | 27              |
| 2012 | 6              | 2               |
| 2013 | 7              | 1               |
| 2014 | 15             | 1               |
| 2015 | 20             | 42              |
| 2016 | 50             | 45              |
| 2017 | 143            | 179             |
| 2018 | 108            | 108             |
| 2019 | 200            | 630             |
| 2020 | 130            | 378             |
| 2021 | 118            | 131             |
| 2022 | 109            | 305             |
| 2023 | 101            | 125             |
| 2024 | 105            | 8               |

## Palmares
| Legenda                | Legenda                  |
| ---------------------- | ------------------------ |
| Grandslamtoernooi      |                          |
| Olympische Spelen      |                          |
| Year-End Championships |                          |
| tot 2009               | 2009 – 2020 / vanaf 2021 |
| Tier I                 | Premier Mandatory        |
| Tier II                | Premier Five / WTA 1000  |
| Tier III               | Premier / WTA 500        |
| Tier IV & V            | International / WTA 250  |
|                        | Challenger / WTA 125     |

### WTA-finaleplaatsen enkelspel
| nr.              | finale     | toernooi              | ondergrond | tegenstandster              | score         |         |
| ---------------- | ---------- | --------------------- | ---------- | --------------------------- | ------------- | ------- |
| gewonnen finales |            |                       |            |                             |               |         |
| 01.              | 2008-07-13 | WTA Palermo           | gravel     | Marija Koryttseva           | 6-2, 6-3      | details |
| 02.              | 2008-07-27 | WTA Portorož          | hardcourt  | Anabel Medina Garrigues     | 6-3, 6-3      | details |
| 03.              | 2012-03-03 | WTA Acapulco          | gravel     | Flavia Pennetta             | 5-7, 7-6, 6-0 | details |
| 04.              | 2012-04-15 | WTA Barcelona         | gravel     | Dominika Cibulková          | 6-2, 6-2      | details |
| 05.              | 2012-05-05 | WTA Boedapest         | gravel     | Jelena Vesnina              | 7-5, 6-4      | details |
| 06.              | 2012-07-15 | WTA Palermo           | gravel     | Barbora Záhlavová-Strýcová  | 6-1, 6-3      | details |
| 07.              | 2013-03-02 | WTA Acapulco          | gravel     | Carla Suárez Navarro        | 6-0, 6-4      | details |
| 08.              | 2015-02-22 | WTA Rio de Janeiro    | gravel     | Anna Karolína Schmiedlová   | 7-6, 6-1      | details |
| 09.              | 2016-02-20 | WTA Dubai             | hardcourt  | Barbora Strýcová            | 6-0, 6-2      | details |
| 10.              | 2018-03-04 | WTA Indian Wells 125K | hardcourt  | Kateryna Bondarenko         | 6-4, 6-2      | details |
| 11.              | 2022-07-10 | WTA Contrexéville     | gravel     | Dalma Gálfi                 | 6-4, 1-6, 7-6 | details |
| verloren finales |            |                       |            |                             |               |         |
| 01.              | 2009-07-19 | WTA Palermo           | gravel     | Flavia Pennetta             | 1-6, 2-6      | details |
| 02.              | 2009-07-26 | WTA Portorož          | hardcourt  | Dinara Safina               | 7-6, 1-6, 5-7 | details |
| 03.              | 2011-02-13 | WTA Pattaya           | hardcourt  | Daniela Hantuchová          | 0-6, 2-6      | details |
| 04.              | 2012-06-09 | Roland Garros         | gravel     | Maria Sjarapova             | 3-6, 2-6      | details |
| 05.              | 2013-02-03 | WTA Parijs            | tapijt (i) | Mona Barthel                | 5-7, 6-7      | details |
| 06.              | 2013-02-23 | WTA Dubai             | hardcourt  | Petra Kvitová               | 2-6, 6-1, 1-6 | details |
| 07.              | 2013-07-14 | WTA Palermo           | gravel     | Roberta Vinci               | 3-6, 6-3, 3-6 | details |
| 08.              | 2014-02-02 | WTA Parijs            | tapijt (i) | Anastasija Pavljoetsjenkova | 6-3, 2-6, 3-6 | details |
| 09.              | 2014-05-18 | WTA Rome              | gravel     | Serena Williams             | 3-6, 0-6      | details |
| 10.              | 2015-07-19 | WTA Boekarest         | gravel     | Anna Karolína Schmiedlová   | 6-7, 3-6      | details |
| 11.              | 2022-06-19 | WTA Gaiba             | gras       | Alison Van Uytvanck         | 4-6, 3-6      | details |
| 12.              | 2023-04-02 | WTA San Luis Potosí   | gravel     | Elisabetta Cocciaretto      | 7-5, 4-6, 5-7 | details |
| 13.              | 2023-09-17 | WTA Boekarest         | gravel     | Astra Sharma                | 6-0, 5-7, 2-6 | details |

### WTA-finaleplaatsen vrouwendubbelspel
| nr.              | finale     | toernooi          | ondergrond    | partner                | tegenstandsters                                | score             |         |
| ---------------- | ---------- | ----------------- | ------------- | ---------------------- | ---------------------------------------------- | ----------------- | ------- |
| gewonnen finales |            |                   |               |                        |                                                |                   |         |
| 01.              | 2008-07-13 | WTA Palermo       | gravel        | Nuria Llagostera Vives | Alla Koedrjavtseva Anastasija Pavljoetsjenkova | 2-6, 7-6, [10-4]  | details |
| 02.              | 2009-06-19 | WTA Rosmalen      | gras          | Flavia Pennetta        | Michaëlla Krajicek Yanina Wickmayer            | 6-4, 5-7, [13-11] | details |
| 03.              | 2010-04-11 | WTA Marbella      | gravel        | Roberta Vinci          | Maria Kondratjeva Jaroslava Sjvedova           | 6-4, 6-2          | details |
| 04.              | 2010-04-17 | WTA Barcelona     | gravel        | Roberta Vinci          | Timea Bacsinszky Tathiana Garbin               | 6-1, 3-6, [10-2]  | details |
| 05.              | 2010-07-17 | WTA Palermo       | gravel        | Alberta Brianti        | Jill Craybas Julia Görges                      | 6-4, 6-1          | details |
| 06.              | 2011-01-15 | WTA Hobart        | hardcourt     | Roberta Vinci          | Kateryna Bondarenko Līga Dekmeijere            | 6-3, 7-5          | details |
| 07.              | 2011-02-13 | WTA Pattaya       | hardcourt     | Roberta Vinci          | Sun Shengnan Zheng Jie                         | 3-6, 6-3, [10-5]  | details |
| 08.              | 2011-07-17 | WTA Palermo       | gravel        | Roberta Vinci          | Andrea Hlaváčková Klára Zakopalová             | 7-5, 6-1          | details |
| 09.              | 2012-02-26 | WTA Monterrey     | hardcourt     | Roberta Vinci          | Kimiko Date-Krumm Zhang Shuai                  | 6-2, 7-6          | details |
| 10.              | 2012-03-03 | WTA Acapulco      | gravel        | Roberta Vinci          | Lourdes Domínguez Lino Arantxa Parra Santonja  | 6-2, 6-1          | details |
| 11.              | 2012-04-15 | WTA Barcelona     | gravel        | Roberta Vinci          | Flavia Pennetta Francesca Schiavone            | 6-0, 6-2          | details |
| 12.              | 2012-05-13 | WTA Madrid        | gravel        | Roberta Vinci          | Jekaterina Makarova Jelena Vesnina             | 6-1, 3-6, [10-4]  | details |
| 13.              | 2012-05-20 | WTA Rome          | gravel        | Roberta Vinci          | Jekaterina Makarova Jelena Vesnina             | 6-2, 7-5          | details |
| 14.              | 2012-06-08 | Roland Garros     | gravel        | Roberta Vinci          | Maria Kirilenko Nadja Petrova                  | 4-6, 6-4, 6-2     | details |
| 15.              | 2012-06-23 | WTA Rosmalen      | gras          | Roberta Vinci          | Maria Kirilenko Nadja Petrova                  | 6-4, 3-6, [11-9]  | details |
| 16.              | 2012-09-09 | US Open           | hardcourt     | Roberta Vinci          | Andrea Hlaváčková Lucie Hradecká               | 6-4, 6-2          | details |
| 17.              | 2013-01-25 | Australian Open   | hardcourt     | Roberta Vinci          | Ashleigh Barty Casey Dellacqua                 | 6-2, 3-6, 6-2     | details |
| 18.              | 2013-02-03 | WTA Parijs        | tapijt (i)    | Roberta Vinci          | Andrea Hlaváčková Liezel Huber                 | 6-1, 6-1          | details |
| 19.              | 2013-02-17 | WTA Doha          | hardcourt     | Roberta Vinci          | Nadja Petrova Katarina Srebotnik               | 2-6, 6-3, [10-6]  | details |
| 20.              | 2014-01-24 | Australian Open   | hardcourt     | Roberta Vinci          | Jekaterina Makarova Jelena Vesnina             | 6-4, 3-6, 7-5     | details |
| 21.              | 2014-04-27 | WTA Stuttgart     | gravel (i)    | Roberta Vinci          | Cara Black Sania Mirza                         | 6-2, 6-3          | details |
| 22.              | 2014-05-10 | WTA Madrid        | gravel        | Roberta Vinci          | Garbiñe Muguruza Carla Suárez Navarro          | 6-4, 6-3          | details |
| 23.              | 2014-07-05 | Wimbledon         | gras          | Roberta Vinci          | Tímea Babos Kristina Mladenovic                | 6-1, 6-3          | details |
| 24.              | 2014-08-10 | WTA Montréal      | hardcourt     | Roberta Vinci          | Cara Black Sania Mirza                         | 7-6, 6-3          | details |
| 25.              | 2015-01-10 | WTA Auckland      | hardcourt     | Roberta Vinci          | Shuko Aoyama Renata Voráčová                   | 6-2, 6-1          | details |
| 26.              | 2017-10-15 | WTA Tianjin       | hardcourt     | Irina-Camelia Begu     | Dalila Jakupović Nina Stojanović               | 6-4, 6-3          | details |
| 27.              | 2018-01-07 | WTA Auckland      | hardcourt     | Bibiane Schoofs        | Eri Hozumi Miyu Kato                           | 7-5, 6-1          | details |
| 28.              | 2022-11-20 | WTA Buenos Aires  | gravel        | Irina Maria Bara       | Jang Su-jeong You Xiaodi                       | 6-1, 7-5          | details |
| 29.              | 2023-10-21 | WTA Monastir      | hardcourt     | Jasmine Paolini        | Mai Hontama Natalija Stevanović                | 2-6, 7-6, [10-6]  | details |
| 30.              | 2023-11-25 | WTA Florianópolis | gravel        | Léolia Jeanjean        | Julia Lohoff Conny Perrin                      | 7-5, 3-6, [10-7]  | details |
| 31.              | 2024-02-04 | WTA Linz          | hardcourt (i) | Jasmine Paolini        | Nicole Melichar-Martinez Ellen Perez           | 7-5, 4-6, [10-7]  | details |
| 32.              | 2024-05-19 | WTA Rome          | gravel        | Jasmine Paolini        | Cori Gauff Erin Routliffe                      | 6-3, 4-6, [10-8]  | details |
| 33.              | 2024-08-04 | O.S. Parijs       | gravel        | Jasmine Paolini        | Mirra Andrejeva Diana Sjnajder                 | 2-6, 6-1, [10-7]  | details |
| 34.              | 2024-10-06 | WTA Peking        | hardcourt     | Jasmine Paolini        | Chan Hao-ching Veronika Koedermetova           | 6-4, 6-4          | details |
| 35.              | 2025-02-15 | WTA Doha          | hardcourt     | Jasmine Paolini        | Jiang Xinyu Wu Fang-hsien                      | 7-5, 7-6          | details |
| 36.              | 2025-05-18 | WTA Rome          | gravel        | Jasmine Paolini        | Veronika Koedermetova Elise Mertens            | 6-4, 7-5          | details |
| 37.              | 2025-06-08 | Roland Garros     | gravel        | Jasmine Paolini        | Anna Danilina Aleksandra Krunić                | 6-4, 2-6, 6-1     | details |
| verloren finales |            |                   |               |                        |                                                |                   |         |
| 01.              | 2010-02-27 | WTA Acapulco      | gravel        | Roberta Vinci          | Polona Hercog Barbora Záhlavová-Strýcová       | 6-2, 1-6, [2-10]  | details |
| 02.              | 2010-10-23 | WTA Moskou        | hardcourt (i) | MJ Martínez Sánchez    | Gisela Dulko Flavia Pennetta                   | 3-6, 6-2, [6-10]  | details |
| 03.              | 2011-04-09 | WTA Marbella      | gravel        | Roberta Vinci          | Nuria Llagostera Vives Arantxa Parra Santonja  | 6-3, 4-6, [5-10]  | details |
| 04.              | 2011-06-12 | WTA Birmingham    | gras          | Roberta Vinci          | Volha Havartsova Alla Koedrjavtseva            | 6-1, 1-6, [5-10]  | details |
| 05.              | 2011-08-27 | WTA New Haven     | hardcourt     | Roberta Vinci          | Chuang Chia-jung Volha Havartsova              | 5-7, 2-6          | details |
| 06.              | 2012-01-27 | Australian Open   | hardcourt     | Roberta Vinci          | Svetlana Koeznetsova Vera Zvonarjova           | 7-5, 4-6, 3-6     | details |
| 07.              | 2012-03-31 | WTA Miami         | hardcourt     | Roberta Vinci          | Maria Kirilenko Nadja Petrova                  | 6-7, 6-4, [4-10]  | details |
| 08.              | 2013-01-11 | WTA Sydney        | hardcourt     | Roberta Vinci          | Nadja Petrova Katarina Srebotnik               | 3-6, 4-6          | details |
| 09.              | 2013-05-19 | WTA Rome          | gravel        | Roberta Vinci          | Hsieh Su-wei Peng Shuai                        | 6-4, 3-6, [8-10]  | details |
| 10.              | 2013-06-09 | Roland Garros     | gravel        | Roberta Vinci          | Jekaterina Makarova Jelena Vesnina             | 5-7, 2-6          | details |
| 11.              | 2014-01-10 | WTA Sydney        | hardcourt     | Roberta Vinci          | Tímea Babos Lucie Šafářová                     | 5-7, 6-3, [7-10]  | details |
| 12.              | 2014-05-18 | WTA Rome          | gravel        | Roberta Vinci          | Květa Peschke Katarina Srebotnik               | 0-4, opg.         | details |
| 13.              | 2014-06-08 | Roland Garros     | gravel        | Roberta Vinci          | Hsieh Su-wei Peng Shuai                        | 4-6, 1-6          | details |
| 14.              | 2016-02-27 | WTA Doha          | hardcourt     | Carla Suárez Navarro   | Chan Hao-ching Chan Yung-jan                   | 3-6, 3-6          | details |
| 15.              | 2022-01-09 | WTA Melbourne     | hardcourt     | Jasmine Paolini        | Asia Muhammad Jessica Pegula                   | 3-6, 1-6          | details |
| 16.              | 2024-03-16 | WTA Charleston    | hardcourt     | Tereza Mihalíková      | Olivia Gadecki Olivia Nicholls                 | 2-6, 1-6          | details |
| 17.              | 2024-06-09 | Roland Garros     | gravel        | Jasmine Paolini        | Cori Gauff Kateřina Siniaková                  | 6-7, 3-6          | details |
| 18.              | 2025-06-22 | WTA Berlijn       | gras          | Jasmine Paolini        | Tereza Mihalíková Olivia Nicholls              | 6-4, 2-6, [6-10]  | details |

### Finaleplaatsen gemengd dubbelspel
| nr.              | finale     | toernooi      | ondergrond | partner          | tegenstanders                | score    |         |
| ---------------- | ---------- | ------------- | ---------- | ---------------- | ---------------------------- | -------- | ------- |
| gewonnen finales |            |               |            |                  |                              |          |         |
| 1.               | 2024-09-05 | US Open       | hardcourt  | Andrea Vavassori | Taylor Townsend Donald Young | 7-6, 7-5 | details |
| 2.               | 2025-06-05 | Roland Garros | gravel     | Andrea Vavassori | Taylor Townsend Evan King    | 6-4, 6-2 | details |
| verloren finales |            |               |            |                  |                              |          |         |
| geen             |            |               |            |                  |                              |          |         |

### Gewonnen ITF-toernooien enkelspel
| nr. | finale     | toernooi | dotatie  | tegenstandster in finale | score    |
| --- | ---------- | -------- | -------- | ------------------------ | -------- |
| 1.  | 2005-02-27 | Melilla  | $ 10.000 | Lucía Jiménez Almendros  | 6-1, 6-4 |
| 2.  | 2007-06-03 | Galatina | $ 25.000 | Tina Schiechtl           | 6-1, 6-4 |
| 3.  | 2017-10-22 | Suzhou   | $ 60.000 | Guo Hanyu                | 6-1, 6-0 |
| 4.  | 2019-06-16 | Rome     | $ 60.000 | Barbara Haas             | 6-1, 6-4 |

### Gewonnen ITF-toernooien dubbelspel
| nr. | finale     | toernooi           | dotatie  | partner                     | tegenstandsters in finale              | score            |
| --- | ---------- | ------------------ | -------- | --------------------------- | -------------------------------------- | ---------------- |
| 1.  | 2005-02-27 | Melilla            | $ 10.000 | María José Martínez Sánchez | Sun Shengnan Yang Shujing              | 6-7, 6-0, 7-5    |
| 2.  | 2005-05-01 | Torrent            | $ 25.000 | Paula García                | Nuria Roig Tost Arantxa Parra Santonja | 6-7, 6-4, 6-2    |
| 3.  | 2005-10-22 | Sevilla            | $ 25.000 | María José Martínez Sánchez | Gabriela Niculescu Monica Niculescu    | 6-2, 7-6         |
| 4.  | 2006-07-09 | Cuneo              | $ 50.000 | Karin Knapp                 | Giulia Gatto-Monticone Darija Koestova | 6-3, 7-6         |
| 5.  | 2007-01-26 | Capriolo           | $ 25.000 | Giulia Gabba                | Marija Koryttseva Darija Koestova      | 6-4, 7-5         |
| 6.  | 2007-03-31 | Latina             | $ 50.000 | Giulia Gabba                | Stéphanie Cohen-Aloro Selima Sfar      | 6-3, 1-6, 7-6    |
| 7.  | 2019-10-13 | Riba-roja de Túria | $ 25.000 | Lara Arruabarrena           | Marie Benoît Ioana Loredana Roșca      | 3-6, 6-4, [10-8] |

## Resultaten grandslamtoernooien
| Legenda | Legenda                          |
| ------- | -------------------------------- |
| g.t.    | geen toernooi gehouden           |
| l.c.    | lagere categorie                 |
| –       | niet deelgenomen                 |
| G       | uitgeschakeld in de groepsfase   |
| 1R      | uitgeschakeld in de eerste ronde |
| 2R      | uitgeschakeld in de tweede ronde |
| 3R      | uitgeschakeld in de derde ronde  |
| 4R      | uitgeschakeld in de vierde ronde |
| KF      | uitgeschakeld in de kwartfinale  |
| HF      | uitgeschakeld in de halve finale |
| F       | de finale verloren               |
| W       | het toernooi gewonnen            |
| w-v     | winst/verlies-balans             |

### Enkelspel
| Australian Open | –  | 1R | 3R | 3R | 1R | KF | 1R | 1R | 3R | 1R | 2R | –  | –    | 3R | –  | 1R |
| Roland Garros   | –  | 1R | 1R | 1R | 2R | F  | HF | KF | KF | 1R | 2R | 1R | 2R   | –  | 2R | 2R |
| Wimbledon       | –  | 1R | 2R | 3R | 2R | 3R | 1R | 1R | 2R | 2R | 1R | –  | g.t. | –  | 1R | 1R |
| US Open         | 2R | 2R | 3R | 3R | 1R | HF | 2R | KF | 3R | 1R | –  | –  | –    | 1R | –  | 3R |

### Vrouwendubbelspel
| Australian Open | 1R | 1R | 1R | 1R | F  | W  | W  | 3R | 1R | 2R | –  | –  | –  | 3R | 2R |
| Roland Garros   | 2R | 2R | 2R | 3R | W  | F  | F  | –  | 1R | –  | 2R | –  | 1R | F  | W  |
| Wimbledon       | 2R | 2R | 3R | 3R | KF | 3R | W  | –  | 1R | –  | –  | –  | 1R | 3R |    |
| US Open         | 1R | 1R | 1R | KF | W  | KF | 2R | HF | –  | –  | –  | 1R | –  | 2R |    |

### Gemengd dubbelspel
| Australian Open | 2R | –  | 2R | –  | 2R |
| Roland Garros   | –  | –  | –  | –  | W  |
| Wimbledon       | –  | 2R | –  | 1R |    |
| US Open         | –  | –  | –  | W  |    |